# (400160) 2006 VH81
(400160) 2006 VH81 es un asteroide perteneciente al cinturón de asteroides, descubierto el 12 de noviembre de 2006 por el equipo del Mount Lemmon Survey desde el Observatorio del Monte Lemmon, Arizona, Estados Unidos.

## Designación y nombre
Designado provisionalmente como 2006 VH81.

## Características orbitales
2006 VH81 está situado a una distancia media del Sol de 3,148 ua, pudiendo alejarse hasta 3,537 ua y acercarse hasta 2,760 ua. Su excentricidad es 0,123 y la inclinación orbital 20,70 grados. Emplea 2041,04 días en completar una órbita alrededor del Sol.

## Características físicas
La magnitud absoluta de 2006 VH81 es 15,4.